# والنیتن دیویس
والنیتن دیویس (انگلیسی: Valentine Davies؛ زاده ۲۵ اوت ۱۹۰۵ درگذشته ۲۳ ژوئیهٔ ۱۹۶۱) یک فیلم‌نامه‌نویس اهل ایالات متحده آمریکا بود.